# دنیا (آلبوم)
دنیا نام دومین آلبوم استودیویی خوانندۀ ایرانی-سوئدی، آرش است که در سال ۲۰۰۸ منتشر شد. البته در سال ۲۰۰۹ و بعد از هم‌کاری با آیسل، این آلبوم را دوباره با نام دنیا (دی لوکس ادیشن) که تفاوتش با آلبوم اصلی، در مورد اضافه‌شدن ترانۀ ″همیشه″ و ۶ ریمیکس متفاوت از ترانه‌های آلبومش بود که جمعاً به ۲۰ ترانه می‌رسید، منتشر کرد.
تک‌آهنگ‌های این آلبوم عبارتند از: ″چوری چوری″، ″سدنلی (ناگهانی)″، ″کندی″، ″دنیا″، ″دسا بالا″ و ″پیور لاو (عشق خالص)″.

## فهرست ترانه‌ها
1. ″اینترو (مقدمه)″
2. ″دنیا″ (به همراهی شگی)
3. ″سدنلی (ناگهانی)″ (به همراهی ربکا)
4. ″میدونی میدونم″
5. ″کندی″ (به همراهی لومیدی)
6. ″پیور لاو (عشق خالص)″ (به همراهی هلنا)
7. ″نرو″
8. ″چوری چوری″ (به همراهی آنیلا)
9. ″لاف لاف″
10. ″جون من″
11. ″تنهام″
12. ″دوست ندارم″
13. ″دسا بالا″ (به همراهی تیمبوکتو، آیلار، یاگ)
14. ″دنیا″ (پیامی برک ریمیکس) (به همراهی شگی)[۱]

## فهرست ترانه‌های دنیا (دی لوکس ادیشن)
1. ″اینترو (مقدمه)″
2. ″دنیا″ (به همراهی شگی)
3. ″آلویز (همیشه)″ (به همراهی آیسل)
4. ″سدنلی (ناگهانی)″ (به همراهی ربکا)
5. ″میدونی میدونم″
6. ″پیور لاو (عشق خالص)″ (به همراهی هلنا)
7. ″کندی″ (به همراهی لومیدی)
8. ″دسا بالا″ (به همراهی تیمبوکتو، آیلار و یاگ)
9. ″دوست ندارم″
10. ″جون من″
11. ″چوری چوری″ (به همراهی آنیلا)
12. ″لاف لاف″
13. ″تنهام″
14. ″نرو″
15. ″پیور لاو (عشق خالص)″ (ماری آنجل رادیو ادیت)
16. ″دنیا″ (پیامی کلوب میکس) (ریمیکس)
17. ″کندی″ (پیامی ریمیکس)
18. ″سدنلی (ناگهانی)″ (توپاز ریمیکس همراه با ریگو رد فاکس)
19. ″آلویز (همیشه)″ (پی جی هارمونی ریمیکس)
20. ″پیور لاو (عشق خالص)″ (مینتمان ریمیکس)[۲]